# 接地反弹
在电子工程中，接地反弹（英語：Ground bounce）是指与晶体管切换状态时，阈值电压呈现比当时接地环路更低电压的现象。接地反弹会造成逻辑门工作不稳定。